# Jasieniec (rejon baranowicki)
Jasieniec (biał. Ясянец, ros. Ясенец) – wieś na Białorusi, w rejonie baranowickim obwodu brzeskiego, nad rzeką Serwecz, około 26 km na południe od Baranowicz. 
Wieś szlachecka położona była w końcu XVIII wieku w powiecie nowogródzkim województwa nowogródzkiego.

## Historia
W 1729 roku urodził się tu Joachim Litawor Chreptowicz, kanclerz wielki litewski w 1793 roku. Był to majątek Poniatowskich, a w XIX i pierwszej połowie XX wieku był dziedzictwem Wereszczaków, pierwszym właścicielem tych dóbr z rodu Wereszczaków był Michał, brat Maryli Wereszczakówny, ukochanej Adama Mickiewicza. Pod koniec XIX wieku majątek miał 540 mórg.
Przed rozbiorami Jasieniec leżał w województwie nowogródzkim Rzeczypospolitej. Po III rozbiorze Polski znalazł się na terenie ujezdu nowogródzkiego, należącego do guberni słonimskiej (1796), litewskiej (1797–1801), a później grodzieńskiej i mińskiej Imperium Rosyjskiego. Po ustabilizowaniu się granicy polsko-radzieckiej w 1921 roku Jasieniec wrócił do Polski, znalazł się w gminie Horodyszcze, początkowo w powiecie nowogódzkim, a od 1926 roku w powiecie baranowickim województwa nowogródzkiego, od 1945 roku – w ZSRR, od 1991 roku – na terenie Republiki Białorusi.
W XIX wieku stał tu młyn oraz drewniana cerkiew pw. św. Mikołaja Cudotwórcy. Do cerkwi należało 66 dziesięcin ziemi.

## Dawny dwór

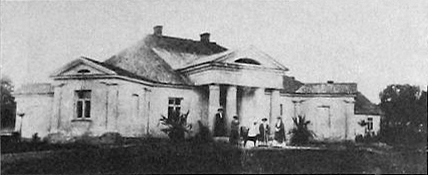
Dwór przed 1914 rokiem

Dwór, w którym urodził się Joachim Chreptowicz, pochodził z XVIII wieku. Był to prostokątny w części środkowej, parterowy, murowany dom. Ciężki portyk o dwóch parach masywnych kolumn był zwieńczony trójkątnym szczytem z ćwierćkolistym otworem doświetlającym szczyt. Przy wszystkich narożach znajdowały się przybudówki (alkierze). Środkowa część dworu była przykryta gładkim gontowym czterospadowym dachem z dwoma kominami. Portyk i alkierze były przykryte dachem dwuspadowym. Po prawej stronie domu stała parterowa oficyna.
Dwór nie przetrwał I wojny światowej, resztki domu rozebrano po II wojnie światowej. Dziś wśród resztek parku stoją ruiny zabudowań gospodarczych.
Majątek w Jasieńcu jest opisany w 2. tomie Dziejów rezydencji na dawnych kresach Rzeczypospolitej Romana Aftanazego.